# Amajlije
Amajlije är en ort i Bosnien och Hercegovina.   Den ligger i entiteten Republika Srpska, i den östra delen av landet, 120 kilometer nordost om huvudstaden Sarajevo. Amajlije ligger 93 meter över havet och antalet invånare är 1 165.
Terrängen runt Amajlije är mycket platt. Närmaste större samhälle är Bijeljina, 5,2 kilometer väster om Amajlije. 
Trakten runt Amajlije består till största delen av jordbruksmark. Runt Amajlije är det ganska tätbefolkat, med 104 invånare per kvadratkilometer.